# Microstylum seguyi
Microstylum seguyi là một loài ruồi trong họ Asilidae. Microstylum seguyi được Timon-David miêu tả năm 1952. Loài này phân bố ở vùng nhiệt đới châu Phi.